# Brouennes
Brouennes é uma comuna francesa na região administrativa de Grande Leste, no departamento de Meuse. Estende-se por uma área de 12,22 km². Em 2010 a comuna tinha 155 habitantes (densidade: 12,7 hab./km²).